# 中铁十七局
37°49′04″N 112°32′50″E / 37.81769°N 112.54711°E
中铁十七局集团有限公司，前身为中国人民解放军铁道兵第七师，组建于1952年，1984年兵改工并入铁道部，1999年从铁道部分出，2001年9月改制组建为企业集团，目前隶属于中国铁建股份有限公司。公司机关总部驻山西省太原市。

## 参建工程

### 铁路
- 京津客运专线
- 武广客运专线
- 郑西客运专线
- 福厦客运专线
- 石太客运专线
- 武合客运专线
- 广深港客运专线

### 隧道
- 兰武二线铁路乌鞘岭特长隧道
- 精伊霍铁路北天山隧道
- 石太客专太行山隧道
- 武合铁路大别山隧道
- 福厦铁路黄晶岭隧道
- 黔桂铁路定水坝隧道

### 桥梁
- 重庆鱼洞长江大桥
- 石家庄槐安路斜拉桥
- 沪蓉西高速公路龙潭河高桥
- 太中银铁路黄河大桥
- 福厦铁路木兰溪长桥
- 南昌枢纽赣江特大桥

### 地铁等
北京地铁、上海地铁、天津地铁、深圳地铁

## 处分
由于参建的沪昆高铁贵州段出现偷工减料与施工质量问题，2017年，中铁十七局企业信用评价总分被扣2分。